# Jaime Castillo Villacrés
Jaime Castillo Villacrés (Nambacola, Gonzanama, Provincia de Loja, 17 de septiembre de 1973) es un sacerdote y obispo católico ecuatoriano, que se desempeña como el VI Obispo de Zamora, desde el 2021.

## Biografía
Nació en Nambacola, en el cantón Gonzanamá, en la Provincia de Loja

### Estudios realizados
Los estudios primarios y secundarios los realizó en Nambacola, de ahí los estudios de Filosofía los hizo en el Seminario Mayor de Loja (1992-1994) y los de teología en el Pontificio Ateneo Regina Apostolorum de Roma (1994-1998).

#### Sacerdocio
Fue ordenado sacerdote el 11 de septiembre de 1998.

##### Cargos desempeñados
Ha desempeñado los siguientes cargos pastorales:
- Vicario parroquial, El Sagrario, Loja (2000).
- Párroco de la parroquia San Isidro Labrador y Capellán del Monasterio de Monjas Clarisas, Loja (2001-2003).
- Delegado diocesano para la comunicación, Loja (2001-2003).
- Profesor en el Seminario Mayor Reina de El Cisne, Loja (2001-2004).
- Vicario del Santuario Nuestra Señora de El Cisne y Director de la Radio del Santuario, Loja (2003-2004).
- Formador en el Seminario Mayor Reina de El Cisne, Loja (2008-2009).
- Párroco de la parroquia Vicentino, Puyango, Loja (2010).
- Delegado diocesano para la Pastoral Juvenil, Loja (2011-2013).
- Capellán del Hogar María Bordoni y de la Escuela Mater Dei, Loja (2011-2013).
- Miembro del Consejo Pastoral Diocesano, Loja (2011-2013).
- Párroco de San Juan Evangelista en Chambo, Diócesis de Riobamba (2013-2015).
- Delegado diocesano para la Pastoral Vocacional, Diócesis de Riobamba (2013-2017).
- Miembro del Consejo Pastoral Diocesano, Diócesis de Riobamba (2013-2017).
- Formador en el Seminario Mayor «Cristo Buen Pastor», Diócesis de Riobamba (2013-2017).
- Párroco de San Miguel de Pungalá, Diócesis de Riobamba (2016-2017).
- Rector del Seminario Mayor Reina de El Cisne, Diócesis de Loja (2017).
- Presidente de la Organización de Seminarios de Ecuador (OSEC) (2018).
- Miembro del Colegio de Consultores de la Diócesis de Loja (2019)
- Representante de los países bolivarianos en la organización de Seminarios latinoamericanos (OSLAM 2018).[2]

#### Episcopado
Fue ordenado VI Obispo de Zamora el 23 de enero del 2021.